# Rèquiem (Duruflé)
El Rèquiem, op. 9, de Maurice Duruflé va ser publicat el 1947 per l'editor de música francès Auguste Durand. És la seva obra més coneguda.
Encarregat el 1941 pel règim col·laboracionista de Vichy, Duruflé encara estava treballant en la peça en el moment de la caiguda del règim el 1944, i la va completar el 1947, dedicant-la a la memòria del seu pare. El treball és per a cor SATB amb la mezzosoprano i el baríton com a solistes. Existeix en tres orquestracions: una per a orgue, una per a orgue amb orquestra de cordes i trompetes opcionals, arpa i timbals, i una per a orgue i orquestra completa; aquesta és, de fet, la primera versió que va compondre i la que preferia el compositor.
Quan va rebre la comanda de Durand, Duruflé estava treballant en una suite per a orgue utilitzant temes de cant gregorià. Duruflé inclou parts d'aquesta obra en el Rèquiem, que conté molts temes de la Missa Gregoriana pels morts. Gairebé tot el material temàtic de l'obra prové del cant gregorià.
La primera versió per a gran orquestra es va estrenar a la Salle Gaveau de París el 2 de novembre de 1947, amb l'Orquestra Nacional de França sota la direcció de Roger Désormière, amb els solistes, Hélène Bouvier i Camille Maurane.
L'obra compta amb nou moviments, i no inclou el text del Dies irae, un dels més coneguts de la missa de rèquiem.
1. Introitus (Requiem aeternam)
2. Kyrie eleison
3. Domine Jesu Christe (Offertorium)
4. Sanctus and Benedictus
5. Pie Jesu
6. Agnus Dei
7. Lux aeterna (Communio)
8. Libera me
9. In Paradisum

En canvi, Duruflé va triar els textos més tranquils, més meditatius del rèquiem. La seva economia de mitjans recorda al de Fauré.